# Serpocaulon triseriale
Serpocaulon triseriale är en stensöteväxtart som först beskrevs av Olof Peter Swartz, och fick sitt nu gällande namn av Alan Reid Smith. Serpocaulon triseriale ingår i släktet Serpocaulon och familjen Polypodiaceae. Inga underarter finns listade.